# Pastorino dei Pastorini
Pastorino dei Pastorini ou Giovanni Michele Pastorino de Pastorino ou Guido Pastorini ou encore Pastorino Pastorini da Siena, né à Castelnuovo Berardenga vers 1508 et mort à Florence en 1592, est un peintre, sculpteur et médailliste italien.

## Biographie
Pastorino dei Pastorini est un élève de Guillaume de Marcillat à Arezzo.
Il a réalisé des cartons pour les vitraux de Basilique Saint-François (1529) et la cathédrale de Sienne (1531-1537) et pour la Sala Regia au Vatican (1541-1548).
Il a travaillé comme médailliste  à Ferrare (1554), Bologne (1574) et Florence où François Ier de Médicis l'a nommé maestro degli stucchi. Il a réalisé le portrait du grand-duc daté 1585, conservé au Musée national du Bargello, en Porcellana Medici.

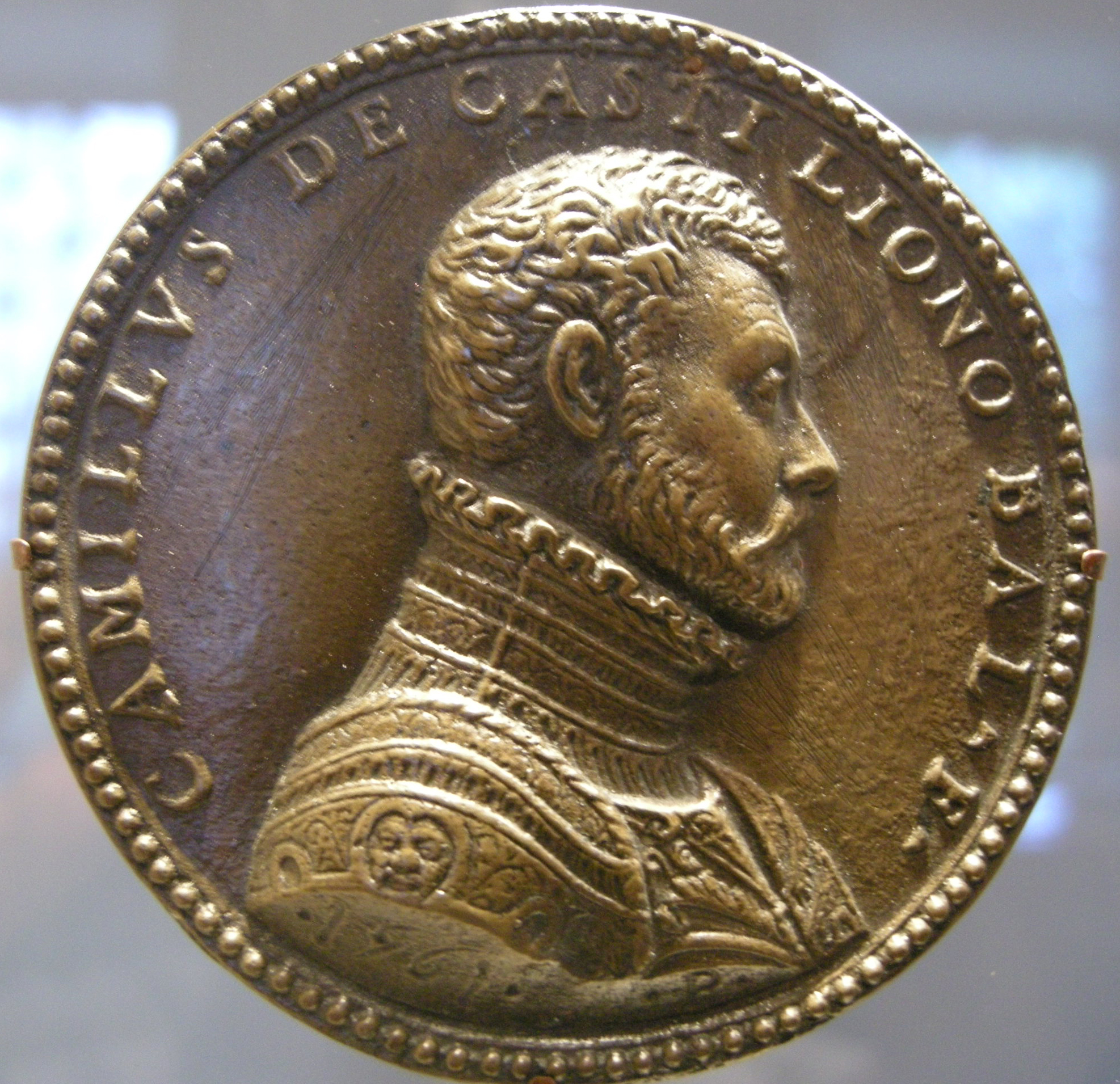
Médaille de Camillo Castiglione, 1561
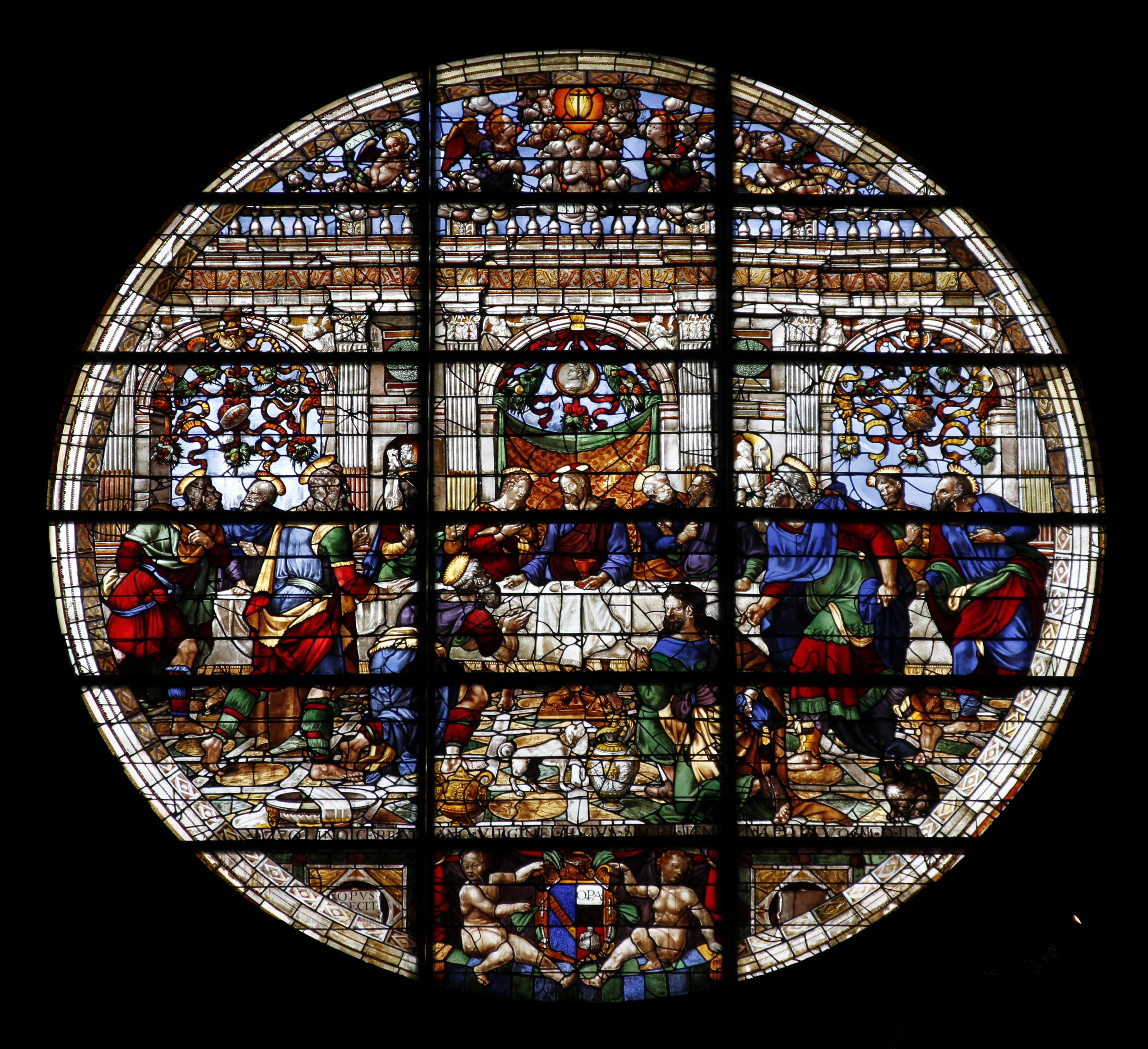
Cène, vitrail, cathédrale de Sienne.